# Fachanwalt für Familienrecht
Der Fachanwalt für Familienrecht ist eine Fachanwaltsbezeichnung des deutschen Berufsrechts der Rechtsanwälte.
Die Bezeichnung Fachanwalt für Familienrecht wurde durch die 1. Satzungsversammlung der Bundesrechtsanwaltskammer auf ihrer 1. Sitzung vom 7. – 9. September 1995 eingeführt.

## Rechtsgebiete der Ausbildung
Inhaltlich wird der Titel durch die in § 12 der Fachanwaltsordnung (FAO) genannten Rechtsgebiete, bezüglich derer der den Fachanwaltstitel führende Rechtsanwalt besondere Kenntnisse nachweisen muss, definiert. Es sind nachzuweisen:
1. materielles Ehe-, Familien- und Kindschaftsrecht unter Einschluss
familienrechtlicher Bezüge zum Erb-, Gesellschafts-, Sozial- und Steuerrecht und
zum öffentlichen Recht, der nichtehelichen Lebensgemeinschaft und der eingetragenen
Lebenspartnerschaft,
2. familienrechtliches Verfahrens- und Kostenrecht,
3. internationales Privatrecht im Familienrecht,
4. Theorie und Praxis familienrechtlicher Mandatsbearbeitung und Vertragsgestaltung.
Weiter erforderlich ist zum Erwerb des Titels eines Fachanwalts für Familienrecht, wie bei allen Fachanwaltstiteln, der Nachweis besonderer praktischer Erfahrungen. Hier fordert § 5 Satz 1 lit. e FAO den Nachweis von 120 durch den Bewerber bearbeiteten Fällen, von denen mindestens die Hälfte gerichtliche Verfahren sein müssen.

## Statistik
Zum 1. Januar 2024 sind 8.759 Fachanwälte für Familienrecht in Deutschland zugelassen, sodass das Familienrecht trotz rückläufiger Zahlen weiterhin die zweitgrößte Fachanwaltschaft nach dem Fachanwalt für Arbeitsrecht ist.